# Grève party
Pour plus de détails, voir Fiche technique et Distribution.
Grève party est un film français réalisé par Fabien Onteniente en 1997 et sorti en 1998.

## Synopsis
Un matin du mois de mai, M. Jean, ex-baron de la lutte syndicale des années soixante et aujourd'hui libraire sur la place Sainte-Geneviève, reprend du service par amitié pour René, un ancien camarade. Du fond de sa librairie, il orchestre au téléphone la grève des Messageries. La radio annonce une journée noire. Paralysie des transports, manifestation générale. Rapidement, grâce à M. Jean, les esprits s'enflamment. La montagne Sainte-Geneviève est en éruption. Les habitants du quartier déroulent une banderole : « Nous voulons vivre une journée historique. »

## Fiche technique
- Réalisation : Fabien Onteniente
- Scénario : Fabien Onteniente, Bruno Solo
- Production : Éric et Nicolas Altmayer
- Producteur exécutif : Jean-François Geneix
- Société de production : Production M6 Film, Mandarin Films
- Directeur de la photographie : William Watterlot
- Premier assistant réalisateur : Elise Crosnier
- Monteur : Fabrice Salinié
- Chef décorateur : Jean-Pascal Chalard
- Costumière : Bernadette Strassman
- Société de distribution : AFMD
- Pays d'origine :  France
- Durée : 86 minutes
- Genre : comédie
- Année de production : 1997
- Date de sortie en France : 4 mars 1998

## Distribution
- Daniel Russo : Monsieur Jean
- Vincent Elbaz : Dan
- Bruno Solo : Ange
- Aure Atika : Julie
- Gilbert Melki : Brochard
- Micheline Presle : Mme Raymonde
- Camille Japy : Madeleine
- Abbes Zahmani : Bartabas
- Nini Crépon : l'épicière
- Laura Favali: la manifestante
- Isabelle Gélinas
- Valérie Bonneton
- André Bézu
- Jean-François Gallotte
- Patrick Bosso
- Alexandre Pesle